# Ahmad Jamal
Ahmad Jamal, nacido Frederick Russell Jones (Pittsburgh, 2 de julio de 1930-Sheffield, 16 de abril de 2023), fue un pianista estadounidense de jazz y cool.
Fue una de las principales influencias musicales de Miles Davis.[cita requerida]
Su música fue innovadora y minimalista, y manifiesta un uso consciente de los espacios y de los silencios para subrayar los tránsitos entre la relajación y la tensión, con la intención de generar dramatismo.
Impresionaba antes que por su técnica por su virtuosismo, caracterizado por una gran economía de medios y unas líneas melódica y armónicamente inventivas. En sus tríos solía dejar un gran espacio de libertad a la sección rítmica.

## Biografía
Jamal comenzó a tocar el piano a los tres años, empezó su formación a los siete y a los once ya tocaba profesionalmente bajo el nombre de Fritz Jones (aunque durante la Segunda Guerra Mundial también se hacía llamar "Freddie") siendo influido por artistas como Erroll Garner, Art Tatum, Teddy Wilson, Count Basie y Nat King Cole. Tras graduarse en el instituto, realizó una gira como acompañante y se unió a la orquesta de George Hudson en 1949. Un año después, se unió al grupo de swing del Joe Kennedy, los Four Strings, donde trabajó como pianista y arreglista.
En 1950, Jamal formó su propio grupo, los Three Strings, con el bajista Eddie Calhoun y el guitarrista Ray Crawford. Fueron descubiertos por la compañía Columbia en 1951 y firmaron por el sello subsidiario de esta OKeh. Calhoun fue más tarde reemplazado por Richard Davis y después por Israel Crosby en 1955; durante esa época, Fritz Jones se convirtió al Islam y se cambió el nombre por el de Ahmad Jamal hacia 1952. También, en esas fechas, el grupo, eventualmente renombrado como Ahmad Jamal Trio grabó dos discos, que incluían el clásico de Jamal "Ahmad's Blues" y una versión de "Pavanne" que fueron la base posterior de los legendarios temas de Miles Davis "So What" y del "Impressions" de John Coltrane.
En 1955 cambió de compañía, a Argo, donde el trío grabó el exitoso Chamber Music of New Jazz, que impresionó a Davis y en el que el arreglista Gil Evans se basó para crear la obra para el trompetista. En 1956, Jamal eligió para reemplazar al guitarrista Crawford a un batería, Walter Perkins; a su vez, este fue reemplazado en 1958 por Vernel Fournier, quedando constituido el grupo clásico que trabajó habitualmente en el Pershing Hotel de Chicago, dando como resultado un disco clásico en directo: Ahmad Jamal at the Pershing: But Not for Me; la versión de Jamal de "Poinciana" se convirtió en su tema por antonomasia. Como consecuencia de este éxito, Jamal abrió su propio club, Alhambra, y grabó abundantemente para Argo durante los años 60.
Algunos de sus discos tuvieron un éxito considerable, por ejemplo Ahmad Jamal Trio, Vol. 4 (1958) y Ahmad Jamal at the Penthouse (1960). En 1962 el trío se deshizo. Con el arreglista Richard Evans, Jamal grabó otra sesión de jazz con violines, Macanudo, y a continuación formó un nuevo trío con el bajista Jamil Nasser (conocido también como Jamil Sulieman) y el batería Chuck Lampkin. Lampkin se marchó en 1965 y fue sustituido por Fournier (en el LP Extensions) antes de que finalmente Frank Gant formase parte del trío.
Jamal experimentó un breve resurgir de su éxito a finales de los 60 gracias a discos como Standard Eyes (1967) y Cry Young (1968). Un año después cambió de compañía, ahora para Impulse!, y grabó cinco discos en cuatro años, incluyendo un directo en el Montreux Jazz Festival de 1971 y Outertimeinnerspace (1972), en los que experimentó con el piano eléctrico.
Jamal se cambió a la compañía 20th Century en 1973. Nasser abandonó el trío a mediados de los 70 y fue reemplazado por John Hurd; además, el trío se amplió a cuarteto momentáneamente con la incorporación del guitarrista Charlie Keys para el concierto de 1976 Live at Oil Can Harry's. Night Song presentó a Jamal trabajando con un grupo más grande en 1980. Pero nuevamente formó otro trío con el bajista Sabu Adeyola y el batería Payton Crossley.
A comienzos de los 80, Jamal realizó una gira y grabó en tándem con el vibrafonista Gary Burton y regresó a una compañía poderosa al firmar con Atlantic en 1985. Trabajó también para Telarc a comienzos de los 90. En 1994, fue galardonado con el American Jazz Master Fellowship por el National Endowment for the Arts.
Jamal firmó después con el sello francés Birdology, que supuso el comienzo de un renacimiento creativo. Sus grabaciones fueron distribuidas inicialmente en los Estados Unidos por Verve y Atlantic, y más tarde por el pequeño sello Dreyfus Jazz. Su primer disco francés, The Essence of Ahmad Jamal, Pt. 1 fue recibido calurosamente en Francia, y supuso la primera vez que Jamal grabó en pequeño grupo con un saxofonista (George Coleman). Siguió con Big Byrd: The Essence, Pt. 2 (1997) y Nature: The Essence, Pt. 3 (1998), y sobre todo con el aclamado concierto de su 70 cumpleaños en el Olympia en el 2000. El disco de 2003 In Search of Momentum fue también muy bien recibido por la crítica.

## Fallecimiento
Falleció en la mañana del 16 de abril del 2023, después de varios años de lucha contra un agresivo cáncer de próstata.